# Zvonek zahradní

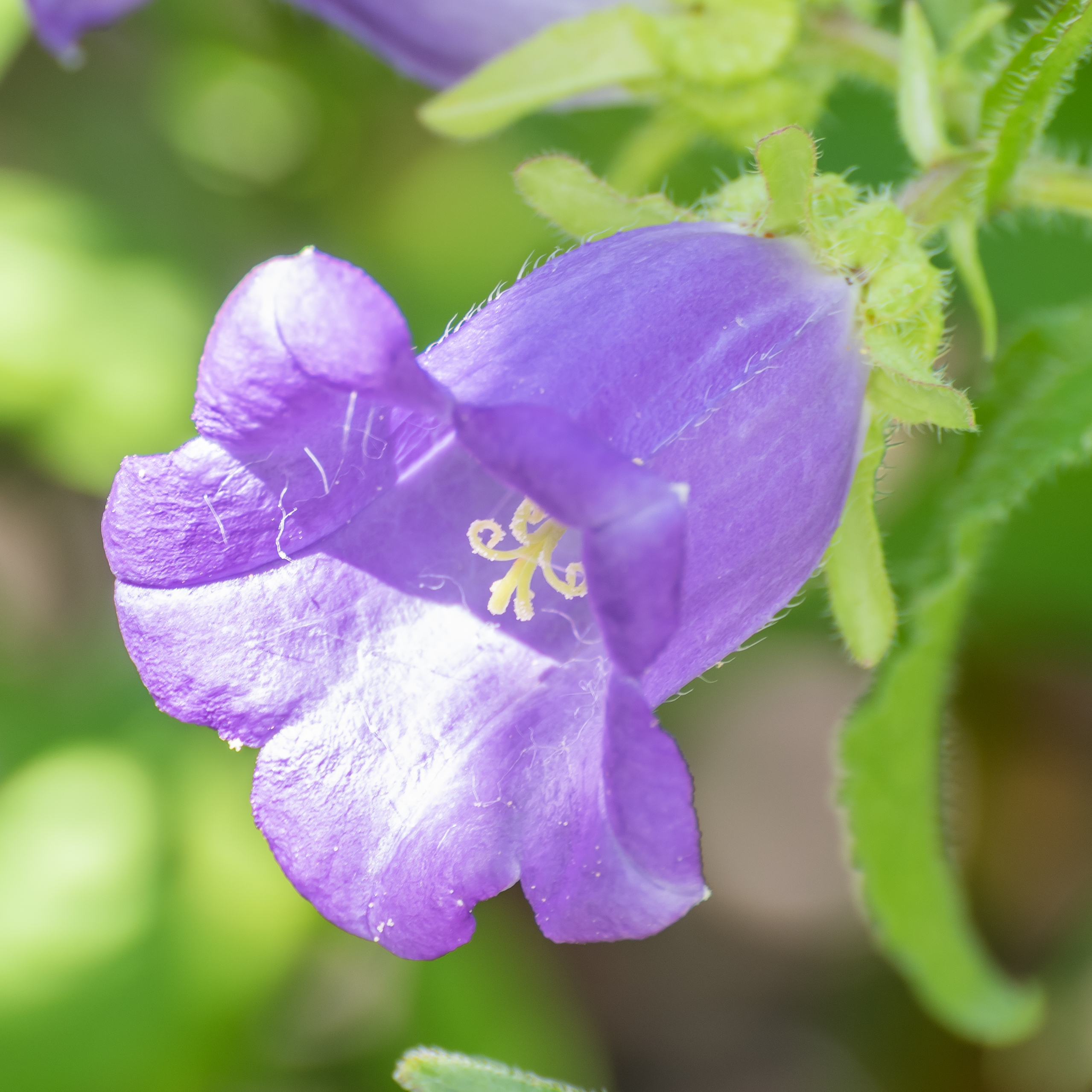
Typický květ

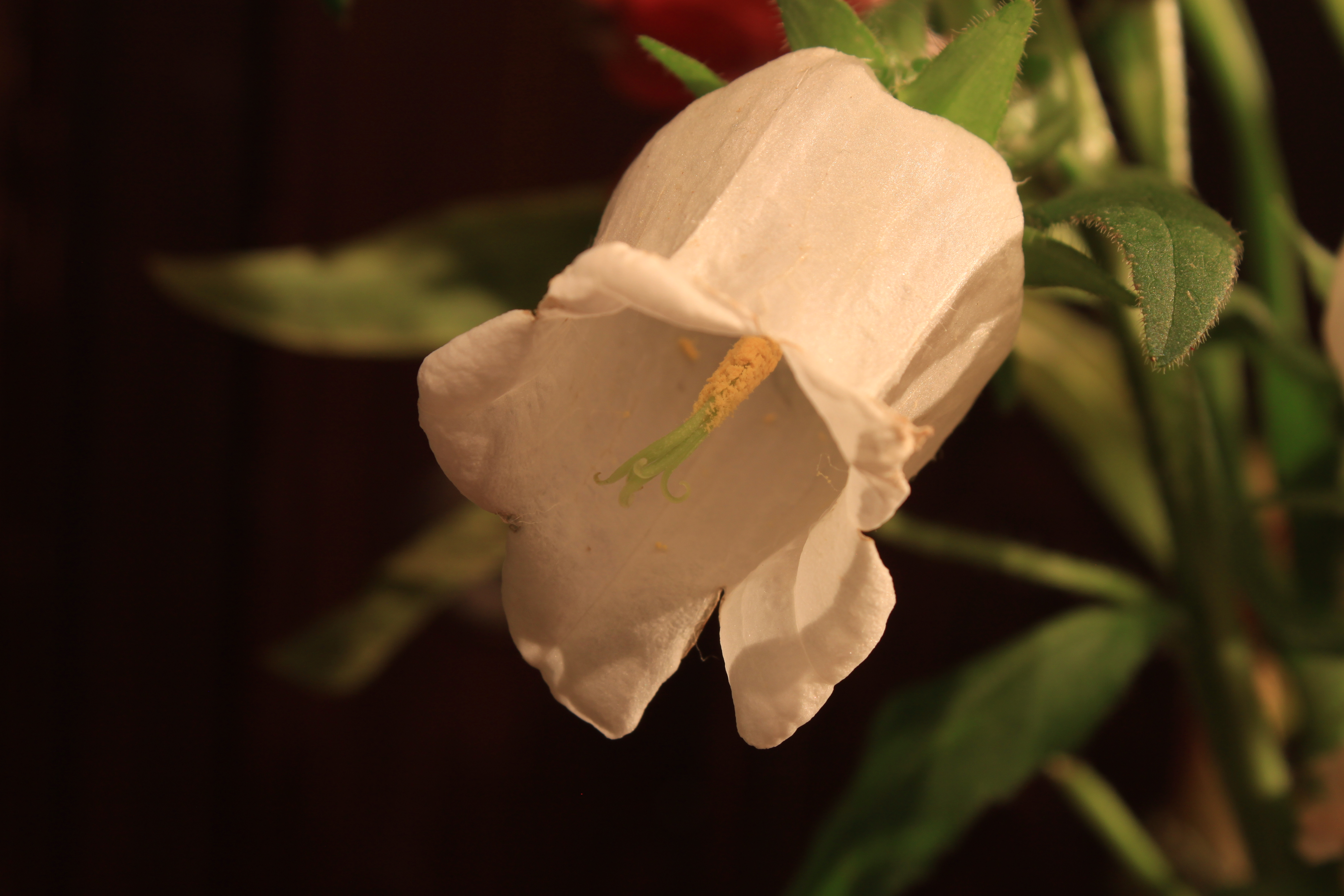
Květ neobvyklé barvy s čnělkou obalenou vysypaným pylem

Zvonek zahradní (Campanula medium) je okrasná rostlina, která v zahradách vykvétá modrofialovými, růžovými nebo bílými zvonkovitými květy. Je dvouletou rostlinou pocházející z Francie a Itálie, v Česku tudíž není původním druhem a je tam považována za neofyt. Přestože květině české podnebí poměrně vyhovuje, samovolně se příliš nešíří, zplanělá byla zjištěna v české přírodě teprve roku 1968 a od té doby je její výskyt mimo zahrady pozorován jen ojediněle.

## Rozšíření
Pro svůj vzhled, nenáročnost a možnost růst v zahradě na záhoně nebo posloužit jako květina k řezu, byl zvonek zahradní druhotně rozšířen do mnoha zemí Evropy. Mimo Česka to jsou Maďarsko, Německo, Rakousko, Rumunsko, Řecko, Slovensko, Španělsko, Ukrajina a Velká Británie.
Mimo Evropu byl lidmi zaveden do Severní Ameriky, do přírody Spojených států amerických a Kanady, stejně jako na ostrovy Nového Zélandu.

## Ekologie
Převážná většina zvonků rostoucích v Česku jsou trvalky, kdežto zvonek zahradní je dvouletá rostlina, která ke svému vývinu lodyhy a kvetení potřebuje studenou klidovou etapu. V prvém roce ze semene vyklíčí a vytvoří listovou růžici. Následné zimní nízké teploty vybudí v mladé rostlině tvorbu květů a ta v časném letním období vykvete, po dozrání semen před další zimou uhyne. Kvete od začátku června do srpna. Počet chromozomů 2n = 34.
Ve své domovině roste na teplých, osluněných travnatých i kamenitých stráních, nebo i skaliskách, kde se přirozeně rozmnožuje. Mimo tato původní území se pěstuje v částech Evropy i Ameriky v zahradách jako okrasná rostlina, odkud v řídkých případech uniká a objevuje se především v okolí lidských sídel a zahrad. Je hemikryptofyt, jemuž nejlépe vyhovuje slunné stanoviště, ve stínu podstatně hůře kvete. Nepotřebuje hlubokou půdy, protože živiny čerpá převážně z povrchové vrstvy. Nejsou vhodné půdy suché ani přemokřené, při přehnojení dusíkem snadno vymrzá.

## Popis
Prvým rokem vyroste přízemní listová růžice s dlouze řapíkatými, vejčitě podlouhlými listy štětinatě chlupatými. Následným rokem se v růžici vyvine přímá, většinou větvená lodyha, která bývá vysoká 40 až 90 cm. Je porostlá přisedlými, chlupatými, kopinatými listy se srdčitou bázi, které jsou po obvodě nestejně pilovité.
V horní části lodyhy vyrůstají, z paždí drobných listenů, nicí květy na krátkých stopkách a vytvářejí květenství hrozen či latu. Oboupohlavný pětičetný květ má kališní cípy vejčitě kopinaté, až 1,5 cm dlouhé a vytrvalé. Koruna je široce zvonkovitá, u báze baňatá, 3 až 5 cm dlouhá a její rozestálé, na koncí ven vyhnuté cípy bývají modré, ale i bílé, růžové či červené. Pět volných tyčinek, u báze s rozšířenými nitkami, nese volné prašníky. Trojpouzdrý spodní semeník je zakončen chlupatou čnělkou rozeklanou do pětilaločné blizny.
Květy jsou hmyzosnubné a silně proterandrické. Brzy po otevření květů pyl z prašníků vypadá na chlupatou čnělku, jejíž blizna ještě není dospělá. Opylující hmyz stírá pyl z chlupů čnělky a odnáší jej na cizí květy s bliznou schopnou se již oplodnit. V době dozrání blizny již v květu není pylu a hmyz přilétající za nektarem, prýštícím hluboko u báze tyčinek, nechtěně bliznu opyluje pylem přineseným z jiných květů.
Plodem je hnědá, tenkostěnná, mnohosemenná, pětipouzdrá tobolka, obalená vytrvalým kalichem, která se otvírá pěti otvory mezi žebry u báze. Obsahuje velmi drobná, šupinkovitá, slámově žlutá semena.

## Rozmnožování
Zvonek zahradní se rozmnožuje výhradně pohlavně, semeny, která si podržují klíčivost tři roky. V zahradnické praxi se semena vysévají do vlhkého rašelinového substrátu na rozhraní května a června, teplota se udržuje na 20 °C. Vyrašené rostlinky se postupně pikýrují a následně rozsazují do květináčů, zimu přečkají ve studeném skleníku při teplotě +5 až -5 °C, kdy u nich dochází k jarovizaci.
Rostlina se řadí mezi druhy dlouhodenní, které potřebují dlouhý den pro vývoj květů a nastartování kvetení. Při rychlení se rostlinám den prodlužuje přisvětlováním, obvyklou metodou je přerušování tmy během noci, kdy v době od 22.00 do 3.00 hod se rostlinám svítí; dobou zahájení přisvětlování se řídí čas začátku kvetení.
U rostlin se vyžaduje kompaktnost, které se dociluje zkracováním hlavní osy, což se provádí chemicky nebo řezem. Nezkrácené rostliny rostou sloupovitě nebo pyramidálně a bývají vysoké 40 až 80 cm, kdežto zkrácené jsou kulovité a vysoké 30 až 50 cm.

## Význam
Zvonek zahradní je vhodnou záhonovou květinou pro skupinové i solitérní výsadby. Vyniká ve smíšených květinových záhonech, svými až 5 cm dlouhými květy vždy upoutá pozornost. Může být použit jako hrnková rostlina nebo jako rostlina pro řez květů. V kultuře je pěstována celá řada kultivarů, které se navzájem odlišují barvou květů i vzrůstem. V Česku je nejčastěji pěstovaný 'Single Rose-Pink', kdy lodyhy vyrůstající v trsu bývají vysoké 60 až 80 cm a mají růžové květy.

## Galerie

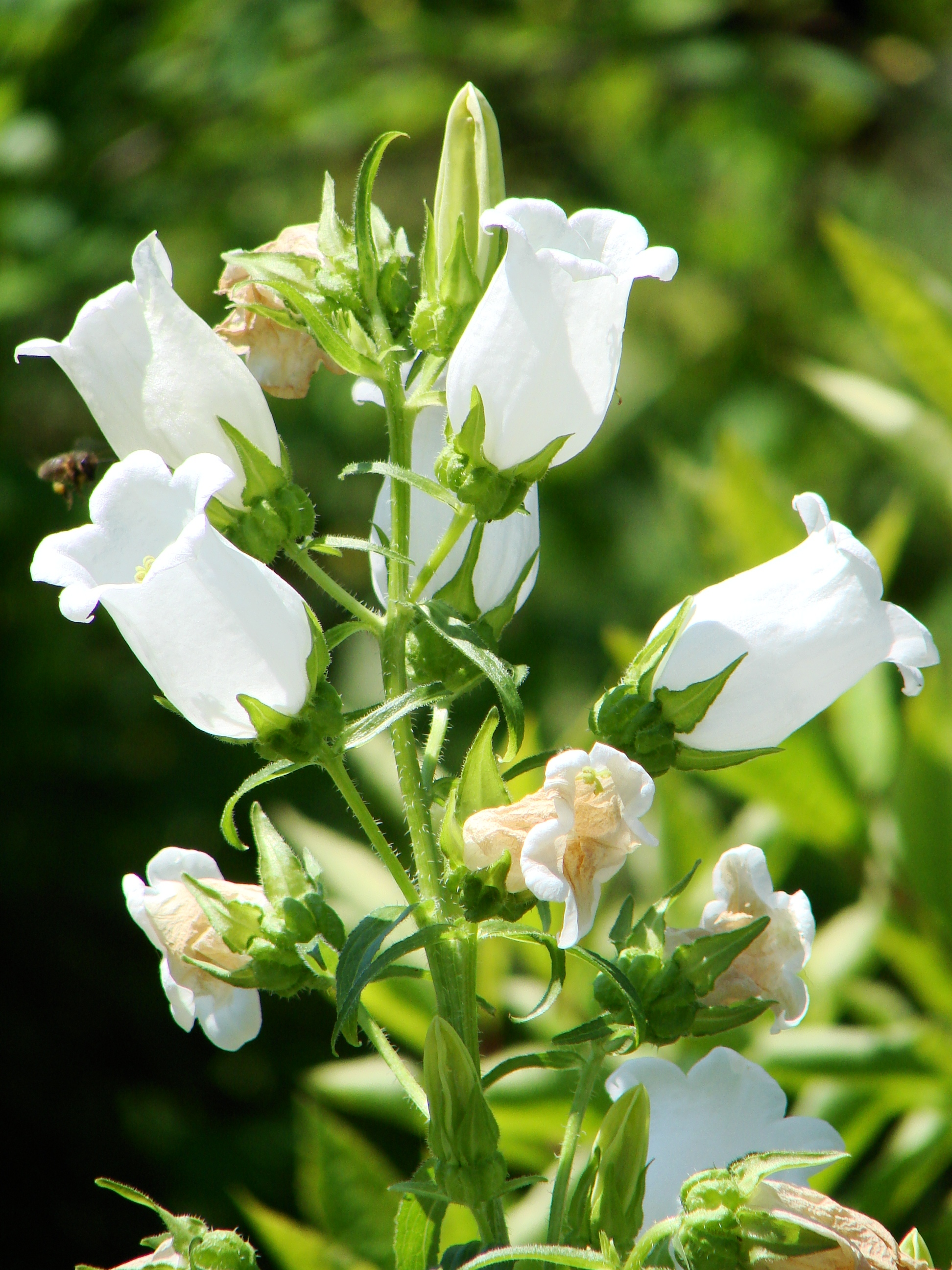
Rostlina s bílými květy
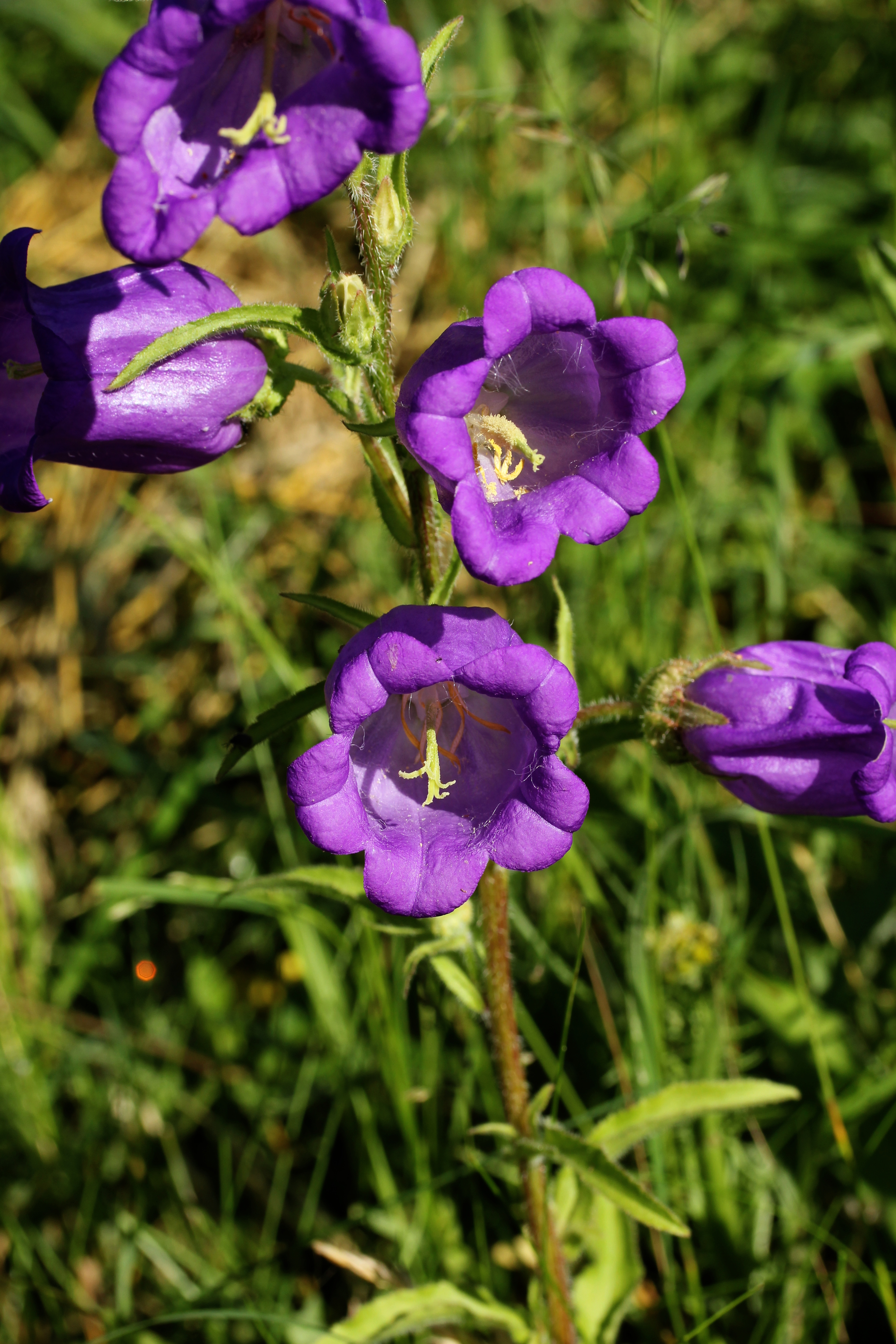
Rostlina s fialovými květy
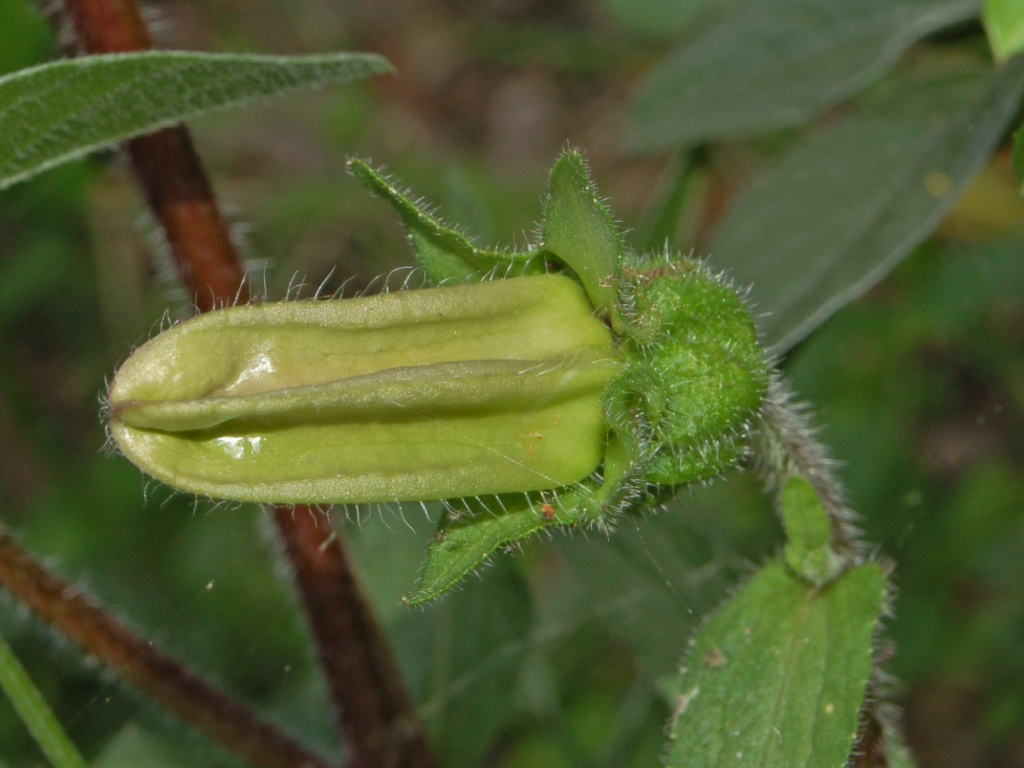
Nezralá pětipouzdrá tobolka
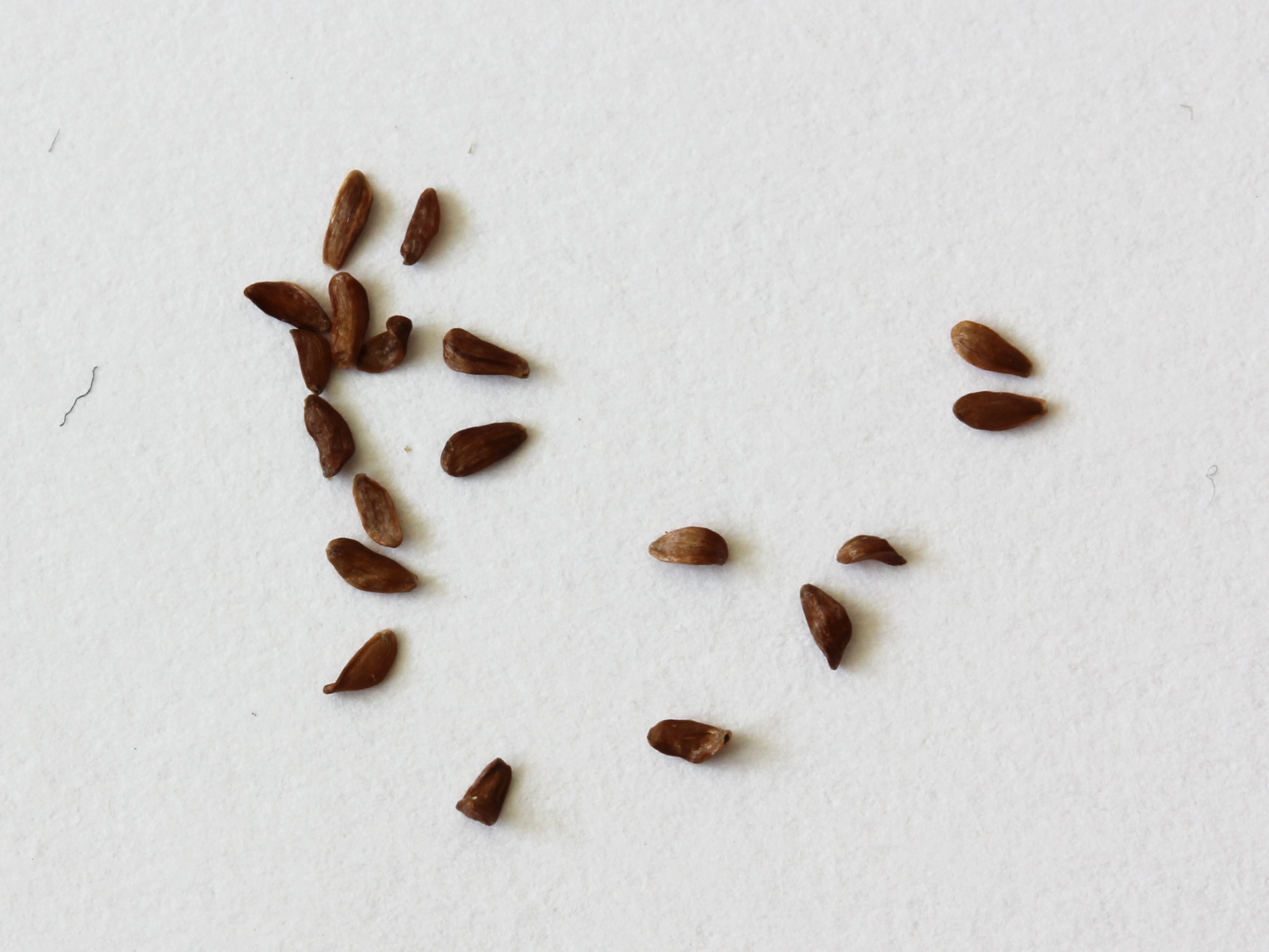
Drobná, šupinkovitá semínka